# Mladecko (stacja kolejowa)
Mladecko – stacja kolejowa w Mladecku, w kraju morawsko-śląskim, w Czechach. Znajduje się na wysokości 330 m n.p.m. i leży na linii kolejowej nr 314.